# صالح الحوسني
صالح الحوسني (مواليد 10 يونيو 2004) لاعب كرة قدم إماراتي يجيد اللعب كمهاجم مع نادي الظفرة.

## روابط خارجية
- صالح الحوسني على موقع قاعدة بيانات كرة القدم.إي يو (الإنجليزية)